# Pseudis
Pseudis is een geslacht van kikkers uit de familie boomkikkers (Hylidae). De groep werd voor het eerst wetenschappelijk beschreven door Johann Georg Wagler in 1830.
Er zijn zeven soorten die voorkomen in delen van Zuid-Amerika en leven in  de landen Argentinië, Bolivia, Brazilië, Guyana, Frans-Guyana, Paraguay, Peru, Trinidad, Uruguay, en Venezuela.

## Soorten
Geslacht Pseudis
- Soort Pseudis bolbodactyla
- Soort Pseudis cardosoi
- Soort Pseudis fusca
- Soort Pseudis minuta
- Soort Pseudis paradoxa – Paradoxale kikker
- Soort Pseudis platensis
- Soort Pseudis tocantins

Lysapsus · 
Pseudis · 
Scarthyla